# بريدراغ ستانكوفيتش
بريدراغ ستانكوفيتش هو لاعب كرة قدم صربي في مركز الدفاع، ولد في 17 سبتمبر 1968 في ليسكوفاتس في صربيا. لعب مع النجم الأحمر بلغراد ونادي أو إف كيه بيوغراد ونادي إيركوليس ونادي مريدا.

## وصلات خارجية
- بريدراغ ستانكوفيتش على موقع قاعدة بيانات كرة القدم.إي يو (الإنجليزية)